# アンブロス・シュパイザー
アンブロス・シュパイザー（Ambrosius Paul Speiser, 1922年11月13日 - 2003年5月10日）は、スイスの計算機科学者。

## 来歴
1922年11月13日に生まれ、1948年にスイス連邦工科大学チューリッヒ校で通信工学の学位を取得した。
スイス連邦工科大学チューリッヒ校の応用数学研究所のエドゥアルト・シュティーフェルの下で大学院生だった1949年にコンピュータの調査のためにハインツ・ルティスハウザー (Heinz Rutishauser)と共に派遣され、ハーバード大学の会合でハワード・エイケンと面会して、プリンストン大学のジョン・フォン・ノイマンに会ってHarvard Mark IIや当時、開発中だったIASマシンの資料を入手した。帰国後、1950年に彼らは応用数学研究所で独自のアーキテクチャのERMETH (Electronic Calculating Machine of the ETH)の開発に着手して1955年に1500本の真空管・6400個のダイオード・多数の継電器を使用したスイスで最初の真空管式コンピュータであるERMETHを完成させた。同年、IBMに入社してIBMチューリッヒ研究所で勤務した。
1962年にスペイゼルは教授に就任して計算機科学の講座で教鞭をとった。

## 文献
1. 1 2   オーストリアの快挙とスイス事情
2. ↑   (PDF) プログラミング言語を追求し続けたコンピュータ科学者